# Đức Phong (thị trấn)
Đức Phong là thị trấn huyện lỵ của huyện Bù Đăng, tỉnh Bình Phước, Việt Nam.
Thị trấn Đức Phong có diện tích 10,30 km², dân số năm 2018 là 10.026 người, mật độ dân số đạt 973 người/km².

## Hình ảnh

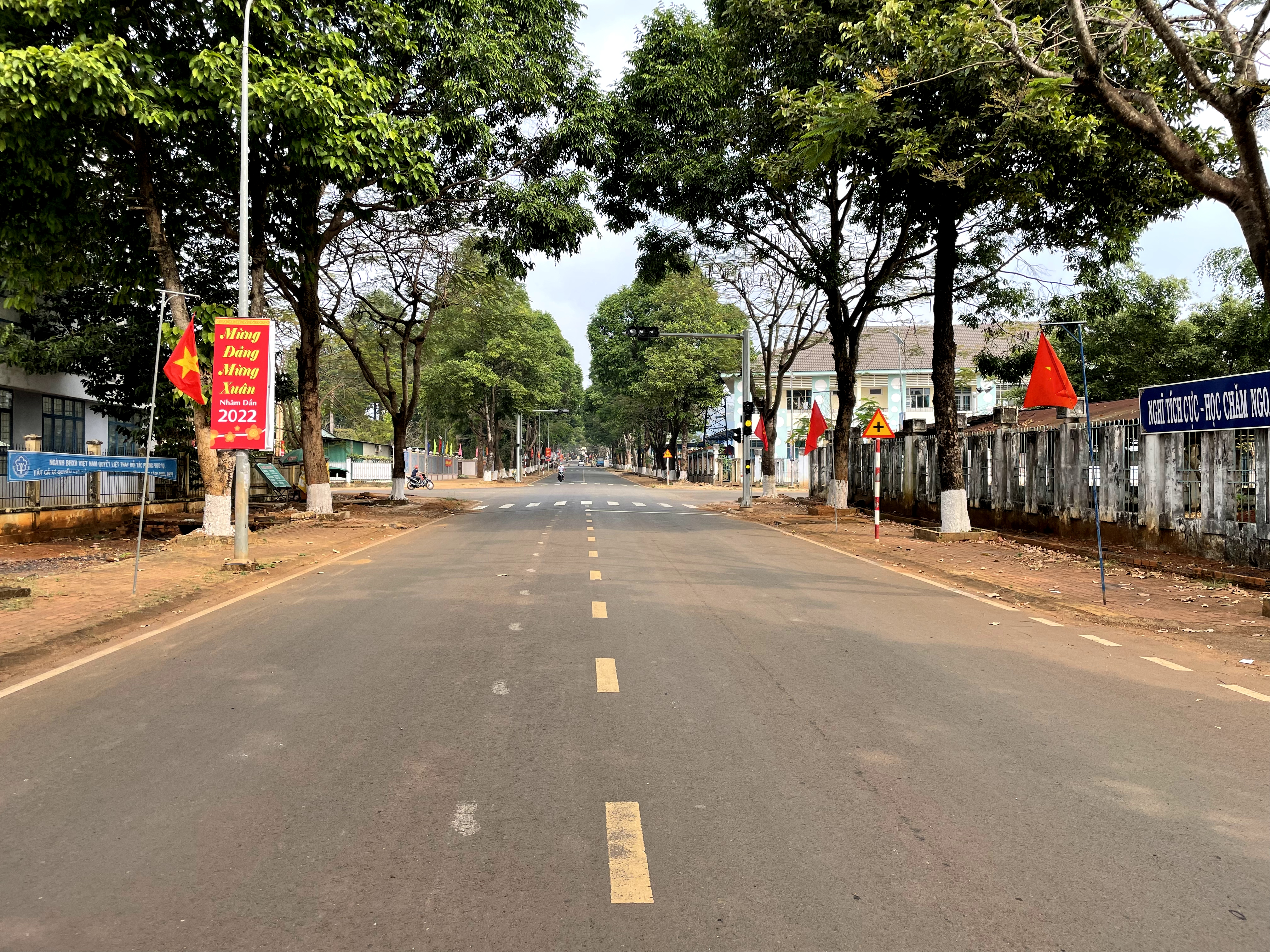
Một đường nhánh trong thị trấn Đức Phong
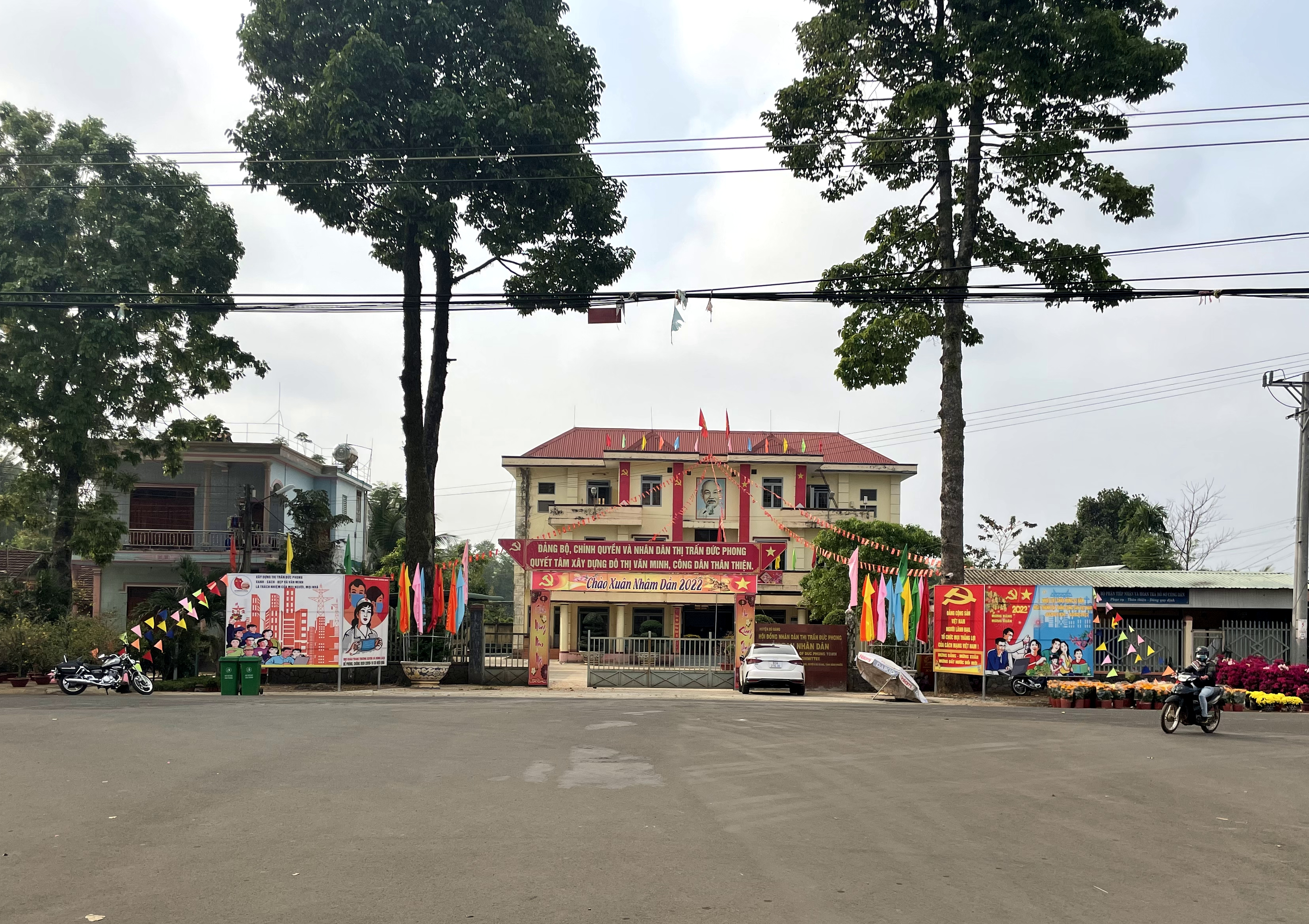
UNND-HĐND thị trấn Đức Phong
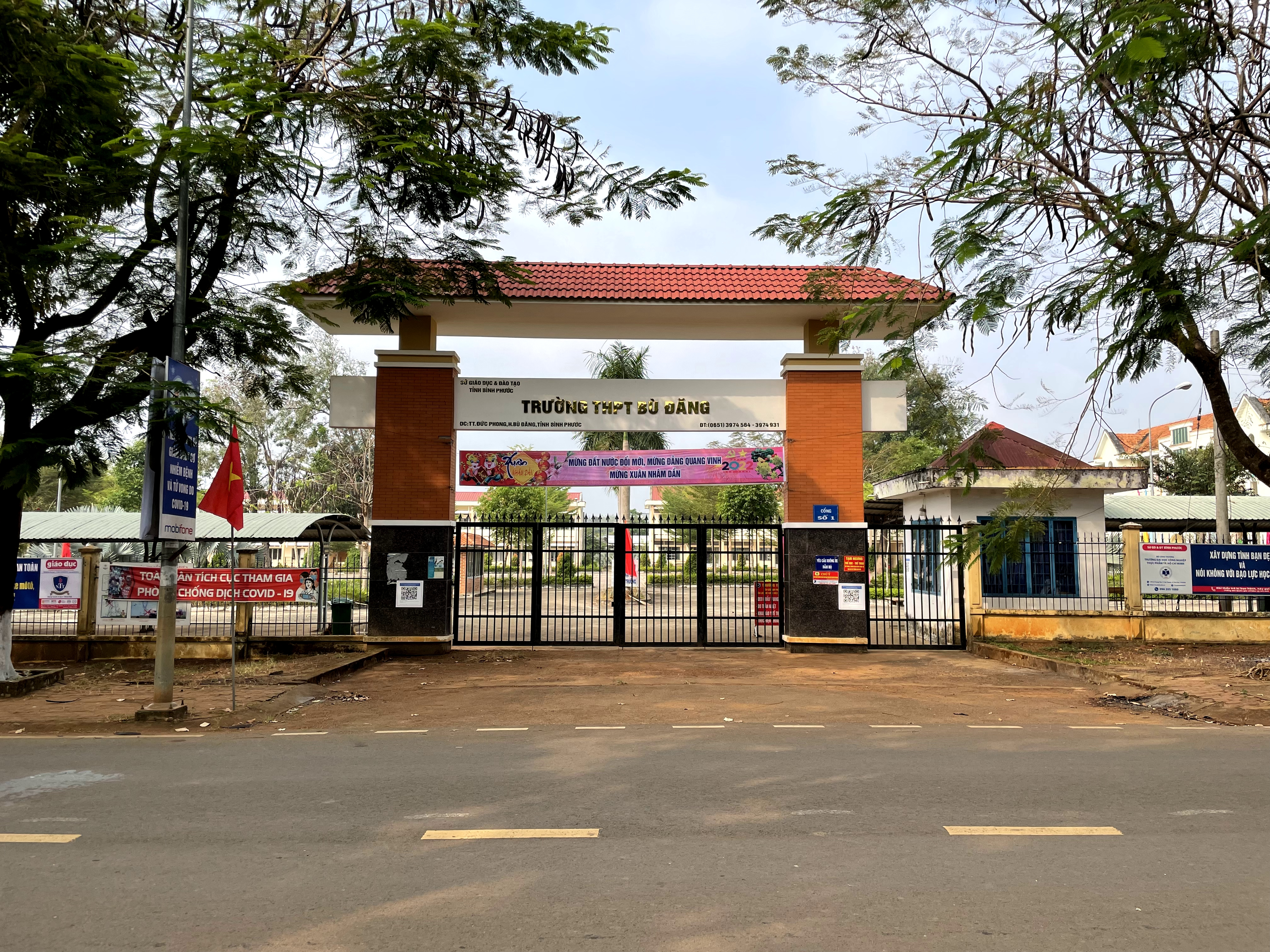
Trường THPT Bù Đăng ở Đức Phong
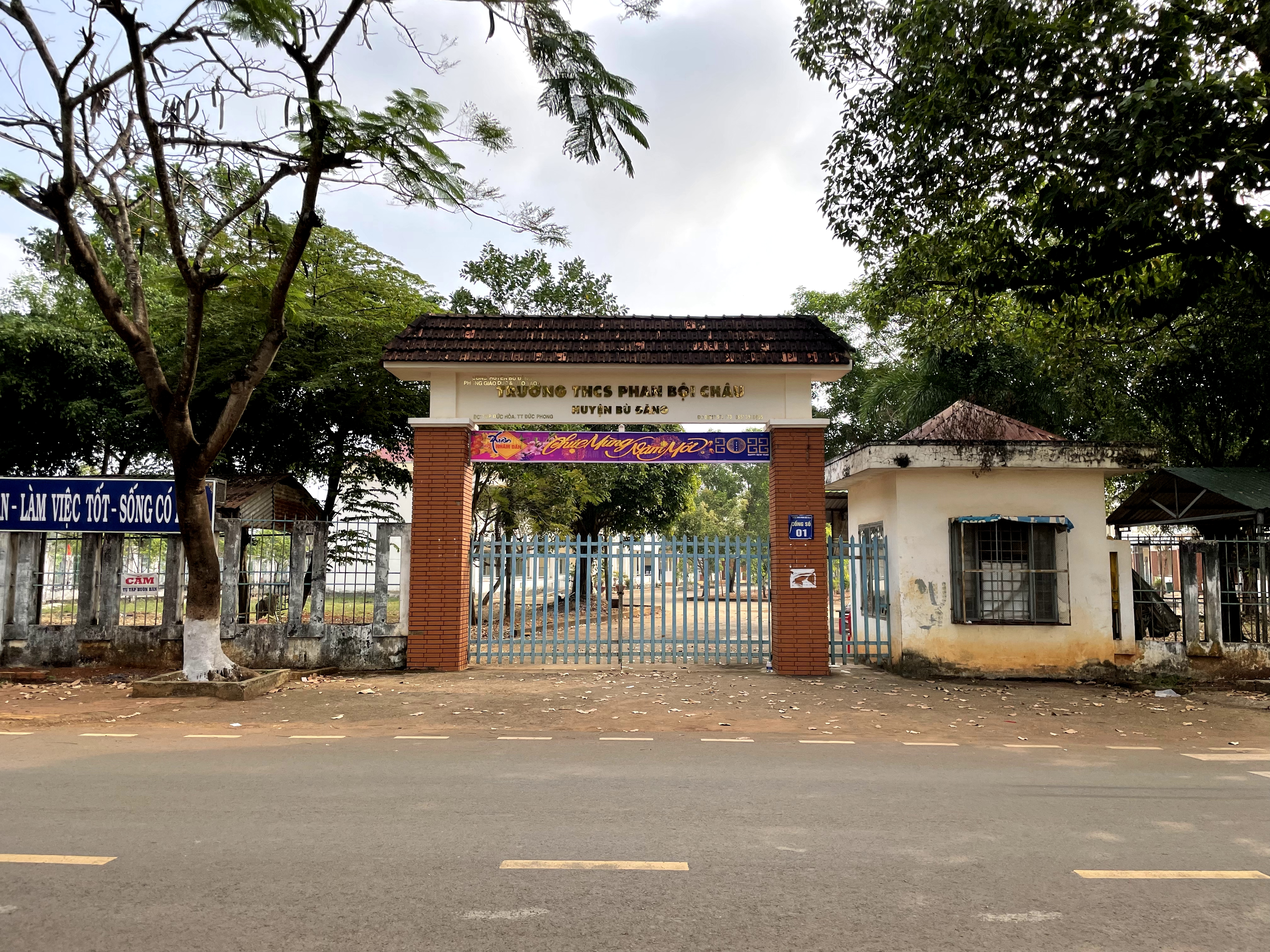
Trường THCS Phan Bội Châu ở Đức Phong